# Oreonoma pirene
Oreonoma pirene là một loài bướm đêm trong họ Geometridae.